# Lust for Life (chanson d'Iggy Pop)
Pour les articles homonymes, voir Lust for Life.
Singles de Iggy Pop
Success / The Passenger
(1977) Some Weird Sin
(1977)
Lust for Life est une chanson écrite et composée par David Bowie et Iggy Pop et interprétée par ce dernier. Elle figure sur l'album Lust for Life, publié en septembre 1977.
Elle sort en single en octobre 1977 aux Pays-Bas et en Belgique, où elle connait le succès, se classant respectivement 4e et 6e des ventes de singles. 
En 1996, son utilisation dans le film de Trainspotting de Danny Boyle la remet au goût du jour. De nouveau publiée en single, elle entre dans les charts britanniques, où elle culmine à la 26e place.
Danny Boyle en réalise le clip, qui obtient une nomination aux MTV Video Music Awards en 1997, dans la catégorie Meilleure vidéo extraite d'un film,. 

## Histoire de la chanson
C'est dans l'appartement occupé par David Bowie à Berlin en 1977 que la chanson est ébauchée. La rythmique en introduction a été inspirée à David Bowie par l'indicatif d'une émission télévisée de l'American Forces Network qu'il regardait en compagnie d'Iggy Pop en attendant la diffusion d'un épisode de la série Starsky et Hutch. Bowie s'est mis à jouer l'indicatif (qui rappelait un code morse) sur un ukulélé, débutant ainsi la composition de la chanson, et disant à Iggy Pop de l'intituler Lust for Life et d'écrire quelque chose là-dessus.
Finalement, la rythmique en intro est proche de celle jouée sur le morceau You Can't Hurry Love interprété par The Supremes.
Les paroles évoquent l'addiction aux drogues et contiennent des références aux romans Le Ticket qui explosa (The Ticket That Exploded) et La Machine molle (The Soft Machine) de l'écrivain américain William S. Burroughs.

## Distinction
Dans sa liste 500 plus grandes chansons de tous les temps, le magazine américain Rolling Stone a classé Lust for Life au 147ème rang.

## Classements hebdomadaires
| Classement (1977)                       | Meilleure place |
| --------------------------------------- | --------------- |
| Belgique (Flandre Ultratop 50 Singles)  | 6               |
| Belgique (Wallonie Ultratop 50 Singles) | 28              |
| Pays-Bas (Nederlandse Top 40)           | 3               |
| Pays-Bas (Single Top 100)               | 4               |

| Classement (1996)              | Meilleure place |
| ------------------------------ | --------------- |
| Royaume-Uni (UK Singles Chart) | 26              |

## Certifications
| Pays              | Certification | Date       | Unités certifiées |
| ----------------- | ------------- | ---------- | ----------------- |
| Royaume-Uni (BPI) | Or            | 01/11/2024 | 400 000           |

## Reprises
La chanson a été reprise par des artistes tels que The Smithereens, Mötley Crüe, The Damned, Tom Jones en duo avec The Pretenders, ou encore Bruce Willis.